# Fromage de Pochekhonié

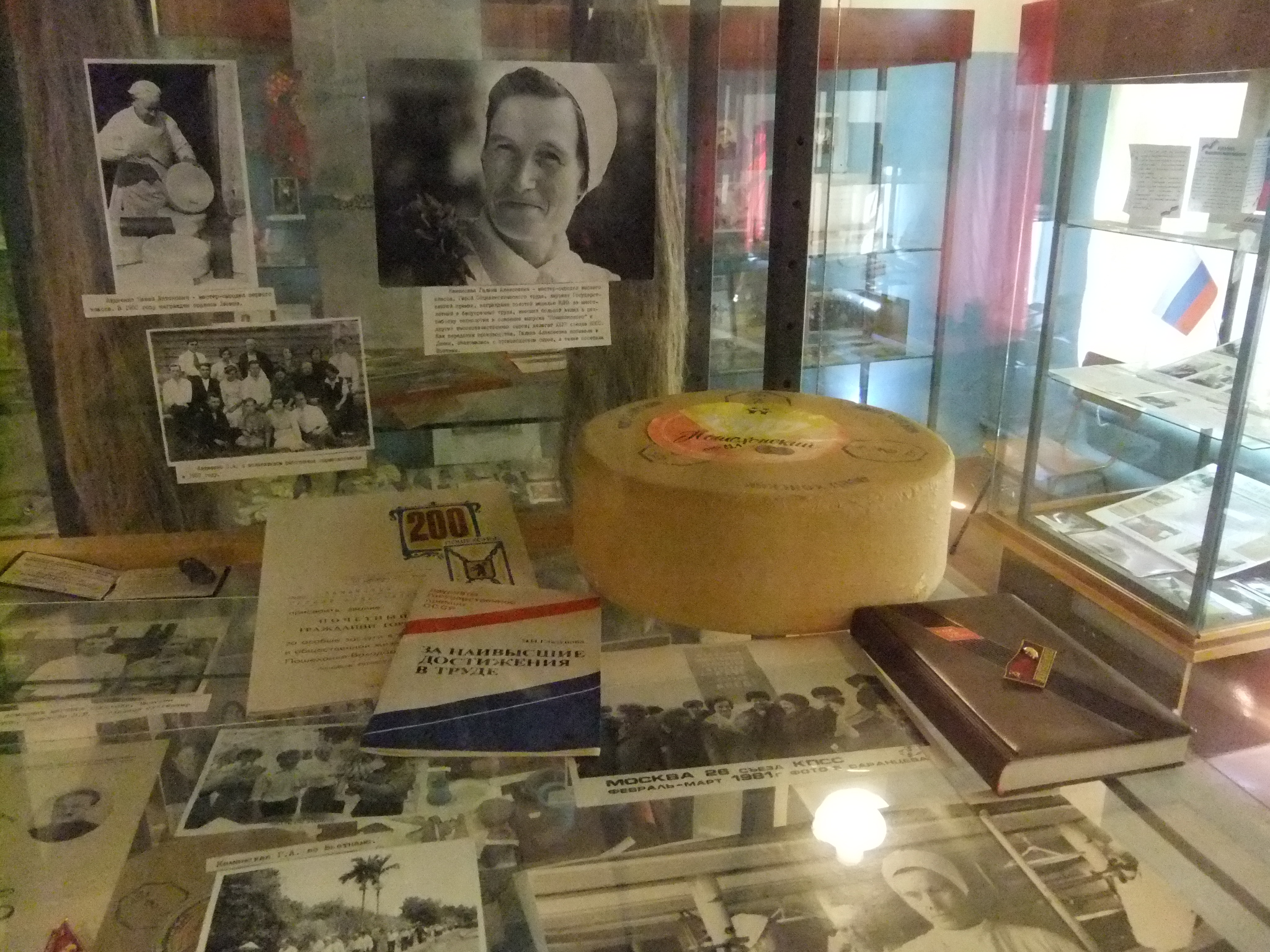
Moulage de fromage de Pochekhonié au musée de la ville.

Le fromage de Pochekhonié est un fromage presuré russe issu de la région de Iaroslavl, précisément de la ville de Pochekhonié. En forme de meule, ce fromage de lait de vache présente un taux de matière grasse de 45 %,. Sa masse est douce, plastique et homogène. Sa couleur va du blanc au jaune clair. La coupe présente de petits yeux (trous) ronds ou ovales. Son goût est modérément fort avec un arrière-goût légèrement aigre et épicé,,.

## Histoire
Ce fromage doit son nom à la ville de Pochekhonié où se trouvait l'usine laitière qui le fabriquait. Sa recette a été mise au point par Pavel Antonovitch Avdienko. La technologie de fabrication et la marque de «Пошехонский» (Pochekhonsky, littéralement « de Pochekhonié ») ont été officiellement confirmées après la mort d'Advienko par l'institut panrusse d'étude et de recherche du beurre et du fromage (ВНИИ, V.N.I.I., Всероссийский научно-исследовательский институт маслоделия и сыроделия) d'Ouglitch. Il a commencé à être produit au début des années 1960. Après avoir été dévastée, l'usine de Pochekhonié n'a pas été remise en état. Désormais le fromage de Pochekhonié se fabrique dans d'autres entreprises de Russie et de Biélorussie.

## Préparation
Ce fromage à pâte pressée cuite se prépare à partir de lait de vache pasteurisé et normalisé au point de vue de la matière grasse, avec l'ajout de ferments bactériens et d'enzymes de présure. Ensuite, il y a un deuxième chauffage à basse température, et un affinage qui dure trente jours ; certaines fromageries préférant même un affinage de quarante-cinq jours,. Il est moulé pour lui donner une forme de meule ronde et pèse entre 3,5 kg et 7 kg.